# 猪爪慎一
猪爪 慎一（いのづめ しんいち）は、日本の脚本家。主に映画や実写作品、アニメなどを中心に活動している。

## 来歴
1999年の特撮ドラマ『ボイスラッガー』の第4話「アンドロイド・パイの子守歌」で脚本家デビューした。
『ボイスラッガー』参加後に脚本の仕事に絞るまでは書店の店員も務めていた。オフィス街で定期購読の雑誌の配達とともに、個人客の本の好みを熟知したタイムリーなセールスで売上を伸ばしており、新刊のことなら何でも答えていた。
デビュー以降実写作品に携わることが多かったが、『魔弾戦記リュウケンドー』以降は、シリーズ構成として共に携わった武上純希との繋がりからか、テレビアニメの仕事も増えている。2008年の『トミカヒーロー レスキューフォース』にて、自身初となる単独でのシリーズ構成を担当することとなった。

## 参加作品

### テレビアニメ
2006年
- MÄR-メルヘヴン-（脚本）

2007年
- ハヤテのごとく!（シリーズ構成（武上純希と連名）・脚本）
- 月面兎兵器ミーナ（脚本）
- 鋼鉄三国志（脚本）
- もやしもん（脚本）

2008年
- 絶対可憐チルドレン（シリーズ構成 #28～）

2009年
- リストランテ・パラディーゾ（シリーズ構成・脚本）
- にゃんこい!（シリーズ構成・脚本）
- 戦う司書 The Book of Bantorra（脚本）

2011年
- GOSICK -ゴシック-（脚本）
- SKET DANCE（シリーズ構成・脚本）
- クロスファイト ビーダマン（シリーズ構成・脚本）

2012年
- エウレカセブンAO（脚本）
- クロスファイト ビーダマンeS（脚本）
- ジョジョの奇妙な冒険（脚本）

2013年
- THE UNLIMITED 兵部京介（シリーズ構成・脚本）
- ハヤテのごとく! Cuties（脚本）

2014年
- とある飛空士への恋歌（シリーズ構成・脚本）
- ジョジョの奇妙な冒険 スターダストクルセイダース（脚本）
- 暁のヨナ（シリーズ構成）

2015年
- GANGSTA.（シリーズ構成）
- 食戟のソーマ（脚本）
- 落第騎士の英雄譚（脚本）
- 牙狼 -紅蓮ノ月-（脚本）

2016年
- ジョジョの奇妙な冒険 ダイヤモンドは砕けない（脚本）

2018年
- 刻刻（脚本）
- キャプテン翼（第4作）（脚本）
- PERSONA5 the Animation（シリーズ構成・脚本）
- ジョジョの奇妙な冒険 黄金の風（脚本）

2019年
- エガオノダイカ（シリーズ構成・脚本）
- あんさんぶるスターズ!（メインライター）

2020年
- とある科学の超電磁砲T（脚本）
- グレイプニル（シリーズ構成・脚本）

2021年
- かげきしょうじょ!!（脚本）
- プラチナエンド（シリーズ構成・脚本）

2022年
- ジョジョの奇妙な冒険 ストーンオーシャン（脚本）

2023年
- スパイ教室（シリーズ構成・脚本）

2024年
- この世界は不完全すぎる（脚本）
- アクロトリップ（シリーズ構成・脚本）

時期未定
- ダーウィン事変（シリーズ構成）

### OVA
2009年
- こわれかけのオルゴール（構成・脚本）

2010年
- 絶対可憐チルドレン 〜愛多憎生!奪われた未来?〜（脚本）

2014年
- ハヤテのごとく! アニサンOVA（シリーズ構成・脚本）

### Webアニメ
2023年
- あんさんぶるスターズ!!追憶セレクション「エレメント」（シリーズ構成・脚本）
- あんさんぶるスターズ!!追憶セレクション「クロスロード」（シリーズ構成・脚本）

2024年
- あんさんぶるスターズ!!追憶セレクション「チェックメイト」（シリーズ構成・脚本）

### 特撮テレビ番組
- ボイスラッガー（1999年）
- 魔弾戦記リュウケンドー（2006年、シリーズ構成（武上純希と連名）・脚本）
- トミカヒーロー レスキューフォース（2008年、シリーズ構成）

### 映画
- スプーン曲げで行こう（1991年）
- B（1997年）
- ブリスター!（2000年）
- ピストルオペラ（2001年）脚本協力
- 姑獲鳥の夏（2005年）
- ユメ十夜（2007年）第四夜担当
- 魍魎の匣（2007年）脚本協力
- 死刑台のエレベーター（2010年）脚本協力

### テレビドラマ
- オルファクトグラム（2002年、WOWOW）脚本
- もやしもん（2010年、フジテレビ）脚本